# Parói nemzetközi repülőtér
A Parói nemzetközi repülőtér (IATA: PBH, ICAO: VQPR) Bhután egyetlen nemzetközi repülőtere, mely Paro város közelében, az ország nyugati részén helyezkedik el.
Ez a repülőtér volt az ország egyetlen légikikötője egészen 2011-ig, ma egyike Bhután négy repterének. Egy ideig csak a nemzeti légitársaság, a Druk Air indított innen járatokat, ma már több légitársaság működtet járatokat.
A 2200 méteres magasságban, 5500 méteres csúcsokkal körbevett mély völgyben fekvő repülőtér olyan kihívást jelent a pilóták számára, hogy jelen állás szerint (2014) a világon mindössze 8 pilótának van engedélye az itteni leszállásra.
A reptér közúton érhető el: Paro 6 km-re, Timpu, a főváros 54 km-re fekszik innen.

## Légitársaságok, célállomások

### Személyszállítás
| Légitársaság    | Célállomások                                                                                               |
| --------------- | --- |
| Bhutan Airlines | Bangkok, Delhi, Jakar (felfüggesztve), Katmandu, Kalkutta, Trashigang (felfüggesztve) szezonális: Gajá     |
| Buddha Air      | charter: Katmandu                                                                                          |
| Druk Air        | Bagdogra, Bangkok, Delhi, Dakka, Gelephu, Gauháti, Jakar, Katmandu, Kalkutta szezonális: Mumbai, Szingapúr |

### Teherszállítás

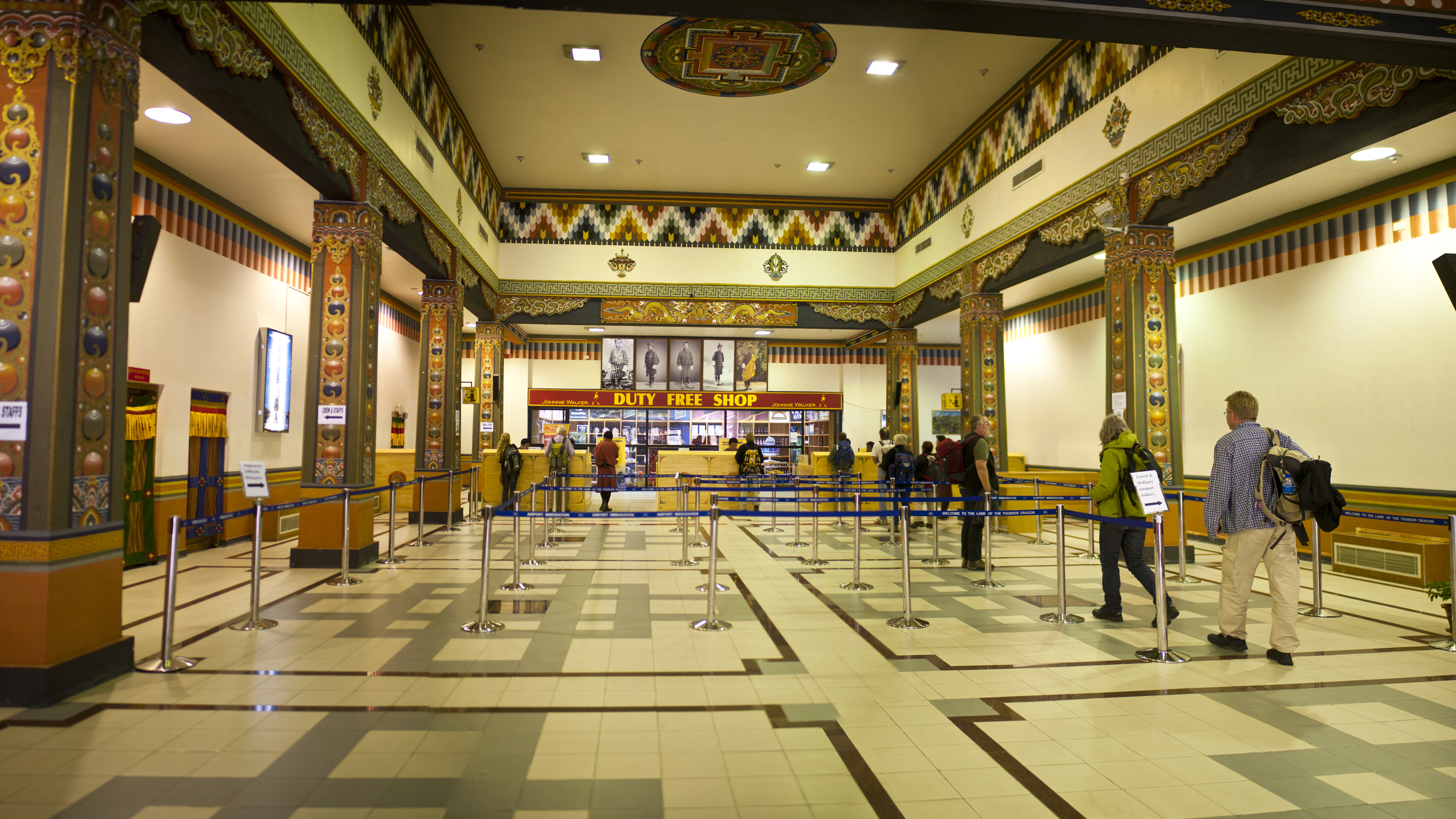
A reptér belseje (2011)

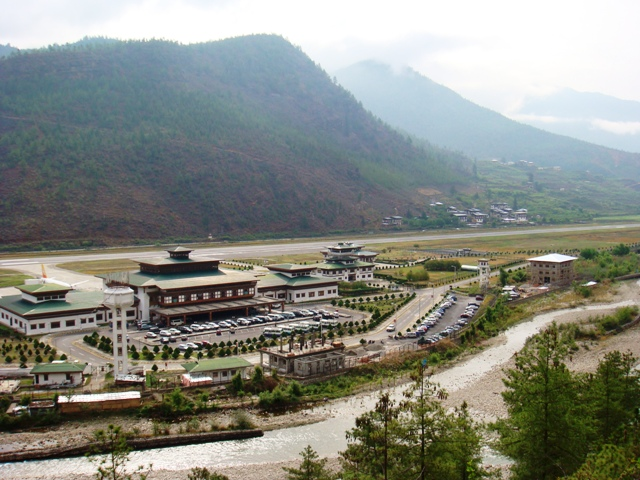
Paro nemzetközi repülőtér

| Légitársaság   | Célállomások                        |
| -------------- | ----------------------------------- |
| Druk Air Cargo | Bangkok, Dakka, Kalkutta, Szingapúr |

## Fordítás
- Ez a szócikk részben vagy egészben  a   Paro Airport című angol Wikipédia-szócikk fordításán alapul.  Az eredeti cikk szerkesztőit annak laptörténete sorolja fel. Ez a jelzés csupán a megfogalmazás eredetét és a szerzői jogokat jelzi, nem szolgál a cikkben szereplő információk forrásmegjelöléseként.